# 水栖苇莺

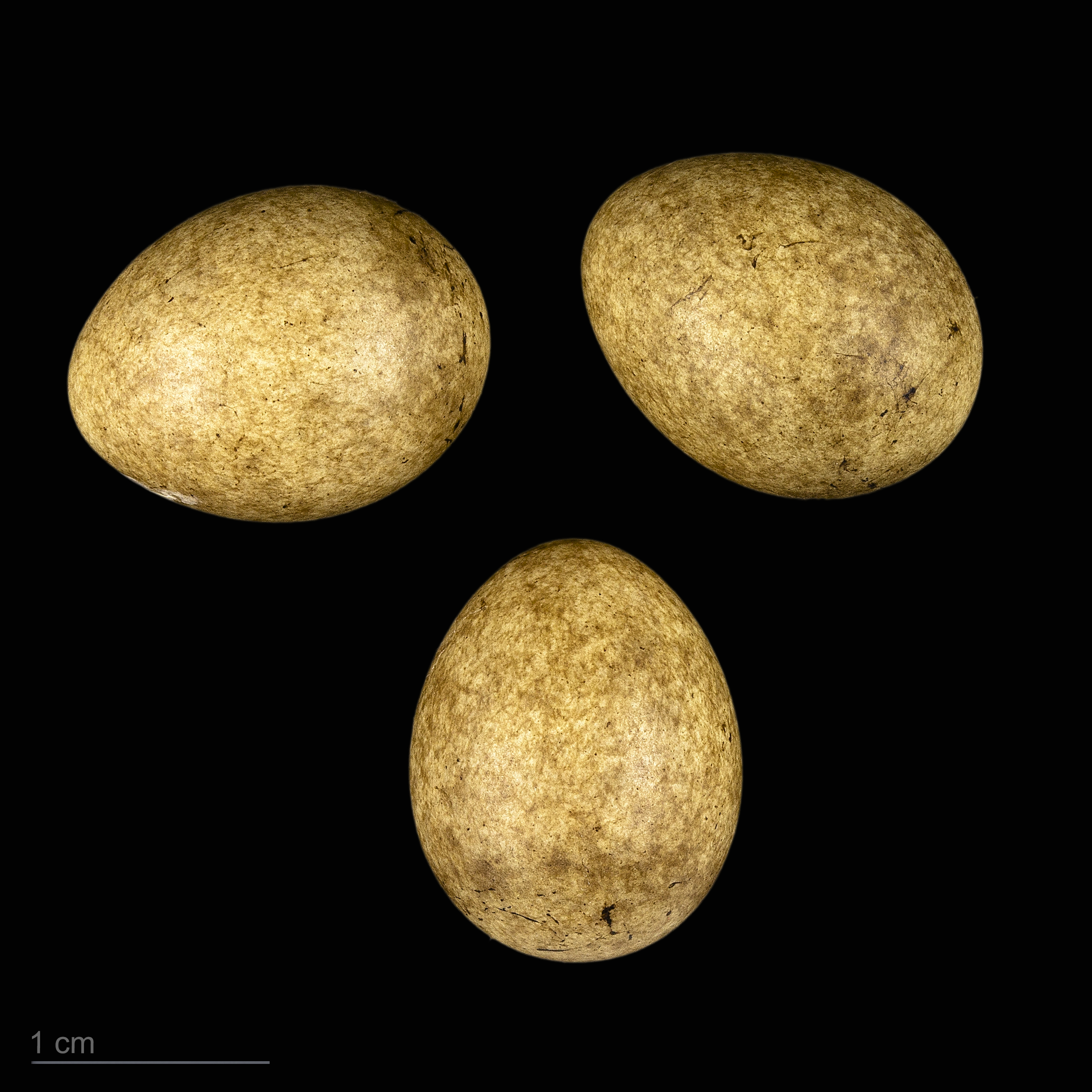
卵 Acrocephalus paludicola

水栖苇莺（学名：Acrocephalus paludicola）一种分布于欧洲、西亚及非洲西北部等地区的雀形目鸟类，隶属于苇莺科苇莺属。本种由法国鸟类学家路易·皮埃尔·维埃约于1817年描述发表。